# Passion (album de Geri Halliwell)
Pour les articles homonymes, voir Passion.
Albums de Geri Halliwell
Scream If You Wanna Go Faster
(2001)
Passion est le troisième album de Geri Halliwell sorti en 2005.

## Liste des chansons
1. Passion  (Halliwell, Vettese) - 2:56
2. Desire  (Halliwell, Korpi, Wollo, Ronald) - 3:22
3. Love Never Loved Me  (Halliwell, Robinson, Masterson) - 4:04
4. Feel The Fear  (Halliwell, Watkins, Wilson) - 4:15
5. Superstar  (Halliwell, Chambers) - 3:28
6. Surrender Your Groove  (Halliwell, Korpi, Wollo, Ronald) - 2:58
7. Ride It  (Halliwell, Quiz, Larossi, Kotecha) - 3:46
8. There's Always Tomorrow  (Halliwell, Robinson, Masterson, Holweger) - 3:48
9. Let Me Love You More  (Halliwell, Robinson, Masterson) - 4:06
10. Don't Get Any Better  (Halliwell, Ackerman, Watkins, Wilson) - 3:23
11. Loving Me Back To Life  (Halliwell, Chambers) - 3:24
12. So I Give Up On Love  (Halliwell, Vettese) - 2:43